# Eupithecia duplex
Eupithecia duplex es una especie de polilla de la familia Geometridae. La especie fue descrita por primera vez por Sterneck habiendo sido descrita en 1931, con distribución en la China. Se caracteriza por tener la frente ligeramente crestada, palpos bastante largos, muy peludos y el abdomen con mechones de vellos negros. Tiene una areola simple, III,: Notas 1  a nivel de la celda.